# Арфаксад (син Семов)
Арфаксад (хебр. אַרְפַּכְשַׁד грч. ̓Αρφαξάδ) је био трећи по реду, један од пет синова Семових, унук Нојев, праунук Ламехов, а чукунунук Метузалемов. Тачно значење његовог имена није познато, али је највероватније повезано са Јеврејима. Рођен је 2 године после потопа.
Према Лукином Јеванђељу, син Арфаксадов је Каинан, док је према Библији његов син Салин.
У Библији пише да је Арфаксад имао сина Салина, а да је Салин имао сина Ебера, који се сматра претком Јевреја.